# Lagan'
Lagan' (anche traslitterata come Lagan) è una cittadina della Russia europea meridionale (Repubblica Autonoma della Calmucchia), situata a pochi chilometri di distanza dalle coste del Mar Caspio, 310 km a sudest di Ėlista. È il capoluogo del distretto omonimo.
Fondata nel 1870, ottenne lo status di città nel 1963; dal 1944 al 1991 ebbe nome Kaspijskij (in russo Каспийский?).

## Società

### Evoluzione demografica
Fonte: mojgorod.ru
- 1939: 8.600
- 1959: 10.900
- 1979: 14.400
- 1989: 15.800
- 2002: 14.345
- 2007: 14.300